# Festuca tovarensis
Festuca tovarensis är en gräsart som beskrevs av Stancík och Paul M. Peterson. Festuca tovarensis ingår i släktet svinglar, och familjen gräs.
Artens utbredningsområde är Peru. Inga underarter finns listade i Catalogue of Life.